# Tim Oliehoek
Tim Oliehoek (Stompwijk, 27 februari 1979) is een Nederlands film- en televisieregisseur.

## Loopbaan
Op zijn achttiende kwam hij in de publiciteit door de amateurfilm Buy or Die, die tweeëneenhalf uur duurt. Door deze film werd hij aangenomen op de Nederlandse Film en Televisie Academie. Voor zijn afstuderen in 2001 maakte hij de film Isabelle. Het verhaal van de film is naar het boek van Tessa de Loo. De film kreeg een nominatie voor een Tuschinski Film Award en won de Student Award op het USA Film Festival.
Ook zijn andere studentenfilm leverde een nominatie op, dit voor de Amerikaanse studenten-Oscar. Na zijn afstuderen belandde hij in reclamewereld. Daar regisseerde hij diverse reclamespots.
De eerste lange film die hij regisseerde is 15.35: Spoor 1, een telefilm die op de nominatielijst voor de Prix D'Italie stond. Oliehoek deed de cameraregie en werkte samen met Marcel Hensema, die de acteurs regisseerde.
Oliehoeks eerste grote bioscoopfilm is de actiekomedie Vet Hard, die in het begin van 2005 in première ging. De film is een remake van de Deense film Gamle mænd i nye biler (internationale titel Old men in new cars), die twee jaar eerder al een internationaal succes was. Vet Hard was met 196.000 bezoekers behoorlijk succesvol in de Nederlandse bioscopen. Daarna ging hij als regisseur aan de slag voor de televisieserie Shouf Shouf!, die voortborduurt op de succesvolle multicultikomedie Shouf Shouf Habibi! In 2006 won deze serie de Spaanse prijs Premio Ondas Award, in de internationale categorie ‘Televisie’. In 2007 werd de serie genomineerd voor een Gouden Roos (festival) in de categorie ‘comedy’.
In februari 2009 verscheen de film Spion van Oranje, een actiekomedie met een dubbelrol voor Paul de Leeuw. De film trok 209.642 bezoekers. In februari 2011 was de film Pizza Maffia te zien in de Nederlandse bioscopen. Een verfilming van Khalid Boudous gelijknamige boek. In datzelfde jaar regisseerde Oliehoek de aflevering "Doodslag" voor Van God los. Van 2012 tot 2017 regisseerde hij 10 afleveringen van de RTL 4-politieserie Moordvrouw.
In 2011 had hij een kleine rol als barman in de korte film Klik met o.a. Thomas Acda en Lone van Roosendaal.
In 2013 ging zijn vierde film Chez Nous in première. Een romantische comedy met o.a. Alex Klaasen, Peter Faber, Thomas Acda en Isa Hoes.
In 2014 kwam Wiplala in de Nederlandse bioscopen. Oliehoeks eerste familiefilm, naar het boek van Annie M.G. Schmidt met Géza Weisz en Peter Paul Muller. Wiplala is bekroond met een Gouden film, genomineerd voor een Rembrandt Award, won een publieksprijs op het Mill Valley Film Festival in Californië, was de grote winnaar in Polen tijdens het Ale Kino! International Young Audience Film Festival 2016 en behoorde ook tot de favorieten op het Giffoni Film Festival, Toronto en Zlín. Op het International Children's Film Festival India (ICFFI) in Bombay werd de film uitgeroepen tot beste film en Oliehoek kreeg een prijs als beste regisseur.
In 2016 regisseerde hij het drieluik De Zaak Menten voor Omroep MAX. De serie is gebaseerd op het waargebeurde verhaal van journalist Hans Knoop, die de waarheid achter de nog niet veroordeelde oorlogsmisdadiger Pieter Menten probeerde te achterhalen. De serie trok ruim 1 miljoen kijkers op NPO 2, kreeg lovende kritieken en won een Gouden Kalf voor beste televisiedrama, een TV-beeld, een Director’s NL-Award, een Nipkow-nominatie en een Rockie-Award in Canada.
In 2017 en 2019 regisseerde Oliehoek 2 seizoenen van de verfilming van de boekenreeks Het geheime dagboek van Hendrik Groen. Het scenario werd geschreven door Martin van Waardenberg. De 12-delige serie met Kees Hulst, André van Duin, Olga Zuiderhoek en Carry Tefsen werd uitgezonden door Omroep MAX en werd door ruim 2 miljoen kijkers bekeken. In 2018 won de serie een Gouden Kalf voor beste Televisiedrama, terwijl hoofdrolspeler Kees Hulst het Gouden Kalf voor beste acteur in een televisiedrama kreeg. In 2019 regisseerde Oliehoek de vierdelige crime serie Stanley H. voor de KRO-NCRV. Jeroen Spitzenberger werd voor zijn rol als Stanley Hillis genomineerd voor een Gouden Kalf.

## Filmografie

### Regisseur

#### Film
- 1997 - Buy or Die
- 2001 - Isabelle
- 2002 - The Champ
- 2003 - 15.35: Spoor 1
- 2003 - The Horseless Prince
- 2005 - Vet Hard
- 2009 - Spion van Oranje
- 2011 - PizzaMaffia
- 2013 - Chez Nous
- 2014 - Wiplala
- 2015 - Het verhaal achter Baron 1898

#### Televisie
- 2006 - Shouf Shouf!
- 2011 - Van God Los (1 afl.)
- 2012 - Moordvrouw
- 2016 - De Zaak Menten (bekroond met Gouden kalf voor Beste televisiedrama)
- 2017 - Het geheime dagboek van Hendrik Groen (bekroond met het Gouden kalf voor Beste televisiedrama en een Gouden kalf voor Beste acteur in een televisiedrama)
- 2019 - Stanley H.
- 2021 - Thuisfront
- 2023 - Arcadia

### Scenarioschrijver
- 1997 - Buy or Die
- 2001 - Isabelle
- 2003 - The Horseless Prince
- 2016-2018 - Moordvrouw

### Acteur
- 2001 - Costa! - Joris
- 2007 - Shouf shouf! - onbekend
- 2011 - Klik - The Barman

### Producent
- 1997 - Buy or Die
- 2002 - Het everzwijn